# Les Légendes de Brooklyn
Pour plus de détails, voir Fiche technique et Distribution.
Les Légendes de Brooklyn (Looking for an Echo) est un film américain réalisé par Martin Davidson, sorti en 2000.

## Synopsis
Un chanteur se remémore sa carrière.

## Fiche technique
- Titre : Les Légendes de Brooklyn
- Titre original : Looking for an Echo
- Réalisation : Martin Davidson
- Musique : Phillip Namanworth, Kenny Vance (en)
- Durée : 97 minutes
- Photographie : Charles Minsky
- Montage : Jerrold Ludwig
- Production : Martin Davidson et Paul Kurta
- Société de production : Echo Productions et The Steve Tisch Company
- Société de distribution : Regent Releasing (États-Unis)
- Pays de production :  États-Unis
- Lieu de tournage : Atlantic City, New Jersey
- Genre : Drame
- Durée : 97 minutes
- Date de sortie : 10 novembre 2000

## Distribution
- Armand Assante : Vince « Vinnie » Pirelli
- Diane Venora : Joanne Delgado
- Tom Mason : Augustus « Augie » MacAnnally III
- Anthony John Denison : Ray « Nappy » Napolitano
- Johnny Williams : Phil « Pooch » Puccirelli
- Edoardo Ballerini : Anthony Pirelli
- Christy Carlson Romano : Tina Pirelli
- David Vadim : Tommie Pirelli
- Monica Trombetta : Francine Pirelli
- David Margulies : Dr. Ludwig
- Paz de la Huerta : Nicole Delgado
- Ilana Levine : Sandi
- Peter Jacobson : Marty Pearlstein

## Accueil
Le film a reçu un accueil défavorable de la critique. Il obtient un score moyen de 38 % sur Metacritic.